# .nl
.nl е интернет домейн от първо ниво за Нидерландия. Администрира се от SIDN. Представен е на 25 април 1986 г.